# Сату-Ноу (Чорешть, Вранча)
Сату-Ноу (рум. Satu Nou) — село у повіті Вранча в Румунії. Входить до складу комуни Чорешть.
Село розташоване на відстані 146 км на північний схід від Бухареста, 32 км на південь від Фокшан, 54 км на захід від Галаца, 136 км на схід від Брашова.

## Населення
За даними перепису населення 2002 року у селі проживали 258 осіб, усі — румуни. Усі жителі села рідною мовою назвали румунську.